# Apelnässjön
Apelnässjön är en sjö i Svenljunga kommun i Västergötland och ingår i Viskans huvudavrinningsområde. Sjön är 5,8 meter djup, har en yta på 0,367 kvadratkilometer och är belägen 143 meter över havet. Sjön avvattnas av vattendraget Kvarnabäcken.

## Delavrinningsområde
Apelnässjön ingår i det delavrinningsområde (638542-133467) som SMHI kallar för Mynnar i Häggån. Medelhöjden är 189 meter över havet och ytan är 25,19 kvadratkilometer. Det finns inga avrinningsområden uppströms utan avrinningsområdet är högsta punkten. Kvarnabäcken som avvattnar avrinningsområdet har biflödesordning 3, vilket innebär att vattnet flödar genom totalt 3 vattendrag innan det når havet efter 95 kilometer. Avrinningsområdet består mestadels av skog (77 procent). Avrinningsområdet har 0,58 kvadratkilometer vattenytor vilket ger det en sjöprocent på 1,9 procent.